# أيمن الشراونة
أيمن إسماعيل الشراونة اسير فلسطيني عرف بخوضه إضراب طويل عن الطعام إلى جانب الاسير سامر العيساوي، ولد عام 1976 في بلدة دورا جنوب الخليل وبدأ اضرابه عن الطعام في 1 أغسطس 2012  احتجاجا على إعادة اعتقاله في يناير 2012 بعد تحرره في صفقة شاليط حيث صدر بحقه حكما بالسجن الفعلي 38 عاما وأمضى منها 10 أعوام  وكان اطلاق سراحه مشروط بمنعه من الخروج من منطقة سكناه أي مدينة الخليل وعليه مراجعه المخابرات الإسرائيلية كل شهرين  في فبراير 2013 تم عزله في عزل سجن ايله  في الوقت الذي رفضت المحكمة العليا في إسرائيل طلب التدخل في قضيته  وفي منتصف مارس 2013 افادت وزارة الأسرى أنه فقد 80 % من بصره، في 17 مارس 2013 وبعد 260 يوما من الإضراب تم ابعاده إلى قطاغ غزة بعد التوصل إلى صفقة مع السلطات الإسرائيلية تقضي بإبعاده إلى غزة لمدة 10 سنوات مقابل الإفراج عنه 